# Lista dos católicos da Abecásia
Lista dos católicos da Geórgia ocidental (Abecásia), do séc. XI ao XIX.
- João (século VIII) - Arcebispo de Misqueta;
- (Lista incompleta)
- Simeão (séc. XI ou início do séc. XII);

- Nicolau (última parte do século XIII);
- Arsênio (c. 1390);
- Daniel (final do século XIV);
- Joaquim (anos 1470) - Primeiro patriarca-católico da Abecásia;
- Estêvão (1490-1516);
- Malaquias I Abaxize (1519-1540);
- Eudêmio I Chequetize (1557-1578);
- Eutímio I Saquevarelize (1578-1616);
- Malaquias II Gurieli (1616-1639);
- Gregório I (1639);
- Máximo I Machutasze (1639-1657);
- Zacarias Cuariani (1657-1660);
- Simeão I Chequetize (1660-1666);
- Eudêmio II Saquevarelize (1666-1669);
- Eutímio II Saquevarelize (1669-1673);
- Davi Nemsaze (1673-1696);
- Gregório II Lordequipanize (1696-1742);
- Germano Tsuluquize (1742-1751);
- Bessarião Eristavi (1751-1769);
- José Bagrationi (1769-1776);
- Máximo II Abaxize (1776-1795).
- Dositeu Tsereteli (de facto; 1795-1814) - lugar-tenente.
  - Vissarion Apliaa, como primaz (interino) da Igreja Ortodoxa Abecásia desde 2009.[3]